# بلال بن سعد السكوني
بلال بن سعد بن تميم السكوني، الإمام الرباني الواعظ، أبو عمرو الدمشقي شيخ أهل الشام، تابعي وأحد رواة الحديث، كان بليغ الموعظة، حسن القصص، نافعا للعامة.

## روايته للحديث
روى عن أبيه سعد بن تيم، وعن معاوية بن أبي سفيان، وجابر بن عيد الله، وعبد الله بن عمر.
روى عنه الأوزاعي، وعبد الله بن العلاء، وعبد الرحمن بن يزيد بن جابر، وسعيد بن عبد العزيز.

## أقواله
- قال بلال بن سعد: أخ لك كلما لقيك ذكرك بحظك من الله، خير لك من أخ كلما لقيك وضع في كفك دينار.
- وقال: لا تكن وليا لله في العلانية، وعدوه في السر.
- وقال: أيها الناس إنكم لم تخلقوا للفناء، وإنما خلقتم للبقاء، وإنما تنقلون من دار إلى دار، كما نقلتم من الأصلاب إلى الأرحام، ومن الأرحام إلى الدنيا، ومن الدنيا إلى القبور، ومن القبور إلى الموقف، ومن الموقف إلى الجنة أو النار.
- وكان يقول: عباد الرحمن أشفقوا من الله واحذروا، ولا تأمنوا مكر الله، ولا تقنطوا من رحمته، واعلموا أن لنعم الله عندكم ثمنا، فلا تشبهوا على أنفسكم تعملون عملا لله لثواب الدنيا، ومن كان كذلك فوالله لقد رضي بقليل حيث استغنيتم باليسير من عرض الدنيا، ولم ترضوا ربكم فيها، ورفضتم ما يبقى لكم، وكفاكم منه يسير.
- وقال: لا تنظر إلى صغر خطيئتك، ولكن انظر إلى من عصيت.[3]

## أقوال العلماء فيه
- قال أبو زرعة الدمشقي: كان لأهل الشام كالحسن البصري بالعراق. وقال أيضا: لم أسمع واعظا قط أبلغ من بلال بن سعد.
- قال ابن سعد في طبقاته: بلال بن سعد ثقة.[4]
- قال ابن حبان البستي: كان عابدا زاهدا.[5]
- قال العجلي: بلال بن سعد السكوني شامي تابعي ثقة.[6]
- قال الذهبي: ثقة.
- قال ابن حجر: ثقة عابد فاضل.[7]